# بخش‌های دپارتمان کوت-دور
بخش‌های دپارتمان کوت-دور (انگلیسی: Arrondissements of the Côte-d'Or department) شامل ۳ بخش به شرح زیر است:
1. بخش بون با ۲۲۳ کمون (فرانسه) و جمعیت ۹۷ هزار نفر در سال ۲۰۱۳ می‌باشد.
2. بخش دیژون با ۲۲۸ کمون (فرانسه) و جمعیت ۳۷۱ هزار نفر در سال ۲۰۱۳ می‌باشد.
3. بخش مونبر با ۲۵۳ کمون (فرانسه) و جمعیت ۶۱ هزار نفر در سال ۲۰۱۳ می‌باشد.